# 853
Cette page concerne l'année 853  du calendrier julien. Pour l'année 853 av. J.-C., voir 853 av. J.-C.
L'année 853 est une année commune qui commence un dimanche.

## Événements
- 22 mai :  destruction de Damiette. Début de l'expédition de la flotte byzantine en Égypte (fin en 854)[1].
- 23 août : le moine japonais Enchin se rend en Chine (fin le 21 juillet 858)[2].

- Octobre : les troupes de Bugha al-Kabir marchent sur Tiflis, qui est incendiée[3].

### Europe
- 26 avril : Hincmar préside le concile de Soissons[4].
- 21 juillet : Louis le Germanique fonde l'abbaye des dames de Zurich (Fraumünster)[5].
- Mai : le chef viking Hasting dévaste Luçon[6].
- Juin : les Vikings de Sydroc quittent la Seine pour remonter la Loire. Ils incendient Nantes, Angers[7], Saumur, le monastère de Saint-Florent-le-Vieil et Tours. Les années suivantes, ils vont jusqu'à Orléans, menacent Redon puis Poitiers.
- Juillet : les Vikings dévastent l'abbaye de Saint-Florent-le-Vieil[8]
- 8 novembre :  sac et destruction de l'abbaye de Marmoutier à Tours par les Vikings[9].
- Novembre : capitulaire de Servais. Le roi de Francie occidentale Charles le Chauve réprime le brigandage. Il nomme douze missi dominici pour le royaume. Robert le Fort devient missus dominicus pour le Maine, l'Anjou la Touraine, le Corbonnois et le pays de Sées[10]. 
  - Pour résister aux Normands, les habitants coupent les routes et détruisent les ponts. Les missi sont chargés de surveiller l'entretien de la voirie. Charles le Chauve ordonne d’ouvrir les routes récemment fermées par les eaux, de réparer les ponts et de diminuer les taxes que paient les réfugiés chassés par les Normands. Il déclare que là où les ponts existent de toute antiquité, ils seront restaurés par ceux qui tiennent les honneurs grâce auxquels autrefois ils ont été construits[11].

- Olaf le Blanc  (Amlaibh) se proclame chef de tous les Norvégiens de l’Irlande qu’il met à feu et à sang (fin en 871)[12]. Le roi irlandais Mael Seachlinn tente vainement d’unir les forces irlandaises. Olaf le Blanc épousera la fille d’Aedh Finnliath, successeur de Mael Seachlinn en tant qu’Ard ri Érenn.
- Les Croates de Dalmatie, sous leur duc Trpimir (845-864), repoussent l'invasion des Bulgares du khan Boris Ier et étendent leur duché sur toute la Bosnie jusqu'à la Drina[13].
- Exode général en Neustrie à cause des Bretons et des Danois[14].